# Cryptoperla formosana
Cryptoperla formosana är en bäcksländeart som först beskrevs av Okamoto 1912.  Cryptoperla formosana ingår i släktet Cryptoperla och familjen Peltoperlidae. Inga underarter finns listade i Catalogue of Life.